# Кунедаг
Кунедаг (валл. Kynedda), відповідно до твору Джефрі Монмутського, тринадцятий Міфічний король Британії, онук короля Лайра Британського. Вів війну зі своїм двоюрідним братом Марганом, переміг його та вбив.

## Родовід
- Скамандр, Засновник Троади
  -  Теукр, Цар Троади
    -  Батія, Цариця Троади
      -  Іл, Цар Троади
      -  Ерехтей, Цар Троади
        -  Трой, Цар Трої
          -  Іл, Цар Трої
            -  Лаомедонт, Цар Трої
              -  Пріам, Цар Трої
                -  Креуса, Цариця Трої, дружина Енея
                  -  Асканій Юл, Цар Альба-Лонга
                    -  Сільвій, Цар Альба-Лонга
                      -  Брут I Троянський, Король Британії
                        -  Локрін І, Король Британії
                          -  Мадан І, Король Британії
                            -  Мемпрік І, Король Британії
                              -  Ебравк І, Король Британії
                                -  Брут II Зелений щит, Король Британії
                                  -  Лайл І, Король Британії
                                    -  Руд Гуд Гудібрас, Король Британії
                                      -  Бладуд І, Король Британії
                                        -  Лір І, Король Британії
                                          -  Гонерілія, Королева Британії
                                            -  Марган, Король Британії

                                          -  Регана, Королева Британії
                                            -  Кунедаг І, Король Британії

                                          -  Корделія, Королева Британії